# Beitar

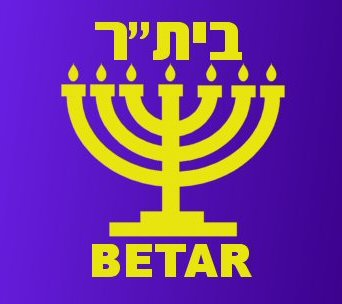
Stema organizației Beitar

Mișcarea Beitar (în ebraică: תנועת בית"ר sau בית"ר) , pe numele ei întreg Brit Hanoar al shem Yosef Trumpeldor
(în ebraică: ברית הנוער על שם יוסף תרומפלדור - Uniunea tineretului Yosef Trumpeldor)
a fost, înainte de proclamarea Statului Israel organizația de tineret a sionismului revizionist. Ea a fost întemeiată în 1923 la Riga, în Letonia în urma vizitei lui Vladimir (Zeev) Jabotinski. După 1948, în Statul Israel ea a devenit organizația de tineret a partidului de dreapta Herut. Fondatorii ei au fost tineri evrei care au fost decepționati de imobilismul conducerii evreiești locale si care au primit cu entuziasm apelul lui Jabotinski la luptă pentru zidirea statului evreiesc în Palestina, Țara Israel. Ei au întemeiat organizatia sionistă- activistă Yosef Trumpeldor, care ulterior a fost cunoscută ca Beitar. 
Numele Beitar, ales de Jabotinski în 1928, are o dublă semnificație: evocă fortăreața Beitar, ultima care, în 135 e.n. a rezistat împotriva romanilor la sfârșitul Revoltei lui Shimon Bar Kohba și reprezintă, totodată, prescurtarea cuvintelor Brit Yosef Trumpeldor, adică Uniunea Iosef Trumpeldor, numită în memoria unui erou al sionismului, personificare a curajului evreiesc în epoca contemporană. Simbolul mișcării este candelabrul tradițional iudaic Menora, care a fost împrumutat de la Detașamentele ebraice din Palestina - Hagdudim Haivriim   
În Israel se numește Beitar și Organizația Națională de Tineret Beitar a Sindicatului național Hahistradrut Haleumit, înființat în 1934

### Fondarea mișcării

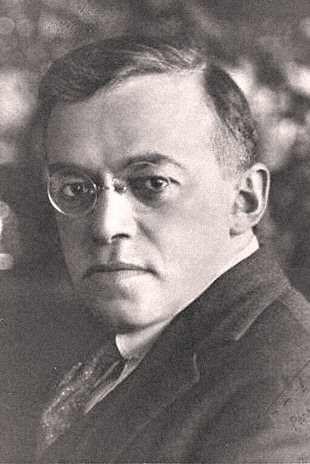
Zeev Jabotinski, întemeietorul organizației de tineret Beitar

În timpul vizitei sale la Riga, în noiembrie 1923, Jabotinski a rostit o serie de discursuri, prezentând în fața evreilor locali planul său de a organiza un antrenament militar al tinerilor evrei, care vor alcătui unități înarmate de apărare în Palestina.  El era dezamăgit de eșecul eforturilor sale de obține menținerea Detașamentelor evreiești Hagdudim Haivriim în cadrul armatei britanice.
La una din conferințele sale, în care Jabotinski a ținut un discurs depre activism în mișcarea sionista, din inițiativa unui absolvent al liceului ebraic Tarbut, Aharon Tzvi Propes, a venit și un grup de tineri evrei membri ai cercului numit Hasmonea, după alte surse - Tel Hai și Beit Rimon. 
După discurs ei au avut o întâlnire separată cu Jabotinski. La o lună după vizita lui Jabotinsky la Riga,la 27 decembrie 1923 13 tineri din cercul Hasmonea, au întemeiat Organizația de Tineret Activist Sionist Yosef Trumpeldor (ebraică:הסתדרות הנוער הציוני האקטיביסטי על שם יוסף טרומפלדור  Histadrut ha-Noar Hatzioni ha-Aktivisti al shem Yosef Trumpeldor). Membrii săi s-au declarat discipoli ai lui Jabotinski.. 
Ei au criticat împotrivirea liderilor evrei locali față de a A Treia Aliya (emigrație) spre Palestina și au aspirat spre schimbarea imaginii de evreu din Diaspora sau din ghetouri.   
Organizația, care a devenit cunoscută ca Beitar (Uniunea Iosef Trumpeldor) se inspira de la organizațiile de Cercetași, și de la alte organizații de tineret de tip paramilitar din vremea aceea precum Sokol în Cehoslovacia, Strzelec în Polonia și Avanguardisti din Opera Nazionale Balilla din Italia lui Mussolini.
În 1924 organizația s-a consolidat în rândurile tinerilor evrei din toată Letonia, iar în fruntea ei a fost ales Aharon Tzvi Propes, supranumit „Cel dintâi beitarist”. În 1926 un număr de tineri din această mișcare a emigrat în Palestina și a întemeiat la Petah Tikva gruparea Menora condusa de Gershon Katz care a inițiat activități de pionierat (halutziut). În decembrie 1926 organizația Trumpeldor s-a adresat Conferinței mondiale a Uniunii Sionismului Revizionist, cerând crearea unei organizații mondiale de tineret care să se numească Brit Trumpeldor. Cererea a fost acceptată, și, sub auspiciile sioniștilor revizioniști, au luat ființă organizații de tineret sionist revizionist în Polonia, Palestina, România, Cehoslovacia, Ungaria, Lituania, Germania și Franta. În 1927 li s-au alăturat filiale noi, între care cea din Harbin, China. Organizația edita un buletin informativ numit Iggeret. Mișcarea a cunoscut un mare avânt, mai ales în Polonia, în urma masacrelor arabe împotriva evreilor în Palestina în anul 1929.

Steagul filialei rădăuțene a Beitar

Fiecare membru al Beitar era dator să se antreneze pentru apărare, iar cei care plecau în Palestina se obligau să se înroleze pentru doi ani în brigazi de muncă.
La a doua conferința mondială Beitar la Cracovia în 1935 Jabotinski a formulat Jurământul Beitaristului, cunoscut ca „Haneder". Primul paragraf al acestuia afirma: Îmi dedic viața renașterii Statului evreiesc,avand o majoritatea evreiască, pe ambele maluri ale Iordanului.
În plus tinerilor din Beitar li se pretindea o concepție "monistă" a sionismului, respingând orice influență a unor altor ideologii, mai ales, a socialismului marxist. Jabotinski a cerut adoptarea unui mod demn de gândire și fapte numit de el în ebraică Hadar, prin care înțelegea frumusețe, respect, stimă de sine, politețe și devotament.

### Activitatea mișcării Beitar înaintea celui de-al Doilea Război Mondial

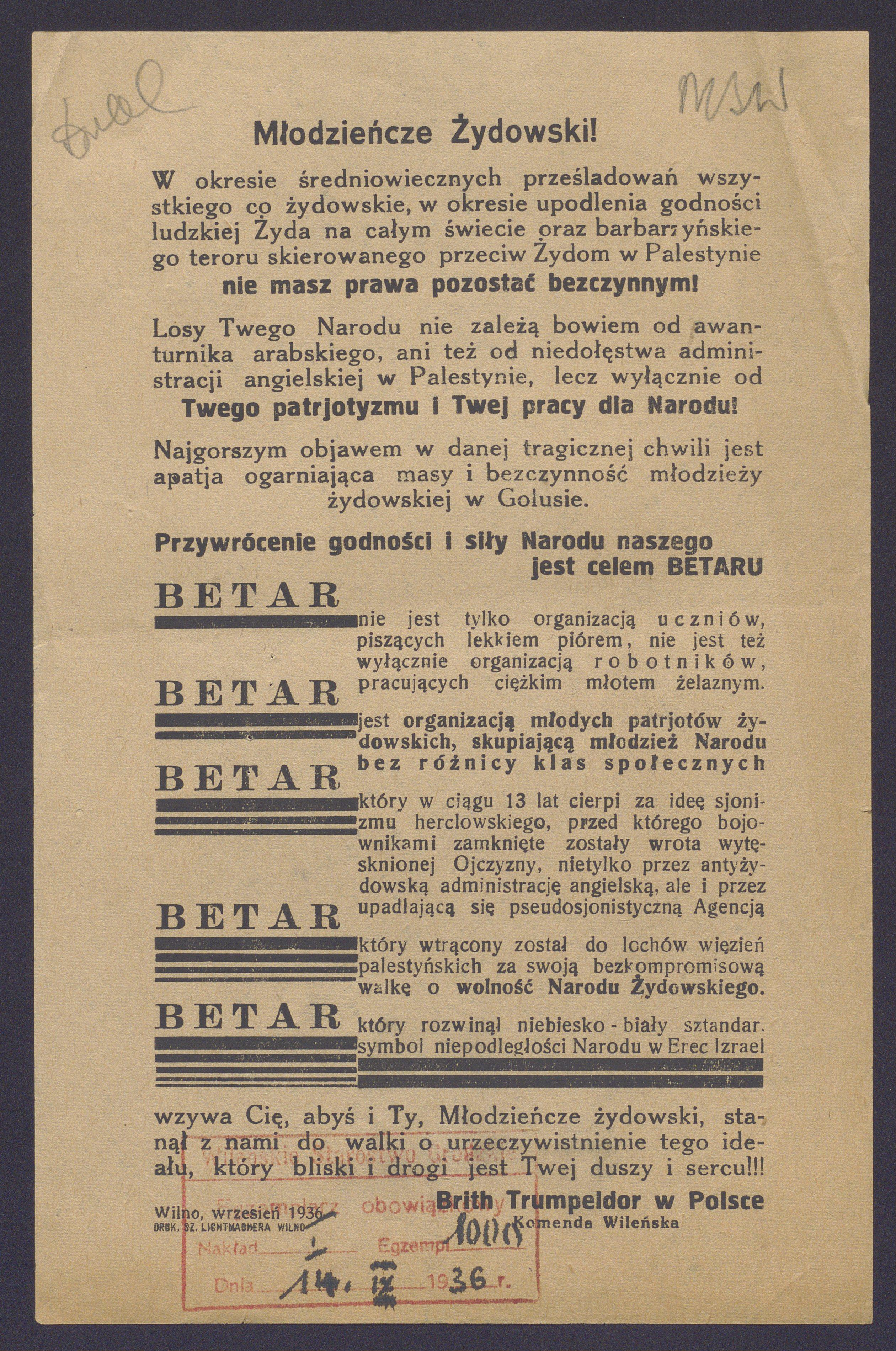
Manifest al Beitarului în limba polonă în 1936

În aprilie 1928 la Danzig a avut loc prima Conferința mondială a delegaților Beitar,care l-a ales pe Zeev Jabotinski ca „Rosh Beitar”,conducător al Beitarului. Până în zilele noastre există în rândul beitariștilor obiceiul de a-l numi așa pe Jabotinski.S-au mai ținut încă două astfel de conferințe la Cracovia, în ianuarie 1935, și a treia la Varșovia, în septembrie 1938. 
În 1934 40.000 din cei 70.000 membri ai Beitar trăiau în Polonia. Activitățile de rutină ale Beitar la Varșovia includeau antrenamente militare, învățarea limbii ebraice și încurajarea învățării limbii engleze (limbă oficială în Palestina mandatară). Grupuri antrenate ale beitariștilor din Polonia ajutau la autoapărarea comunităților evreiești în fața organizației antisemite ONR.(Tabăra națională radicală)
Guvernul interbelic polonez a încurajat antrenamentele militare ale Beitarului. Unii din membrii organizației admirau linia naționalistă polonă și imitau unele din caracteristicile ei.  
Jabotinski a fost cel care a formulat Jurământul Beitaristului și în 1932 a scris la Paris textul Imnului Beitarului - Shir Beitar.
În 1939 în fruntea Beitarului din Polonia a fost ales Menachem Beghin

### Anii Holocaustului
În anii celui de-al Doilea Război Mondial, membri ai Beitarului, inclusiv unii foști ofițeri în armata polonă, au fondat Żydowski Związek Wojskowy  (ŻZW - Uniunea Militară Evreiască) care, sub conducerea dr.Pawel Frenkiel, a luat parte la Revolta din ghetoul Varșoviei. Și principalul conducător al acestei răscoale, Mordechai Anielewicz, care a condus Żydowska Organizacja Bojowa (ZOB - Organizația Evreiască de Luptă), s-a antrenat în tinerețe în cadrul Beitar. În 1938 el a fost secretarul organizației Beitar din Varșovia. El a părăsit-o pentru a deveni membru și apoi conducătorul organizației socialiste sioniste Hashomer Hatzair din Varșovia.

### În Statul Israel
După anul 1948 Beitar a devenit organizația de tineret a Mișcării Herut, iar mai târziu a partidului Likud.
Ea numără circa 40.000 membri, în Israel și alte 23 țări.